# Promy we Wrocławiu

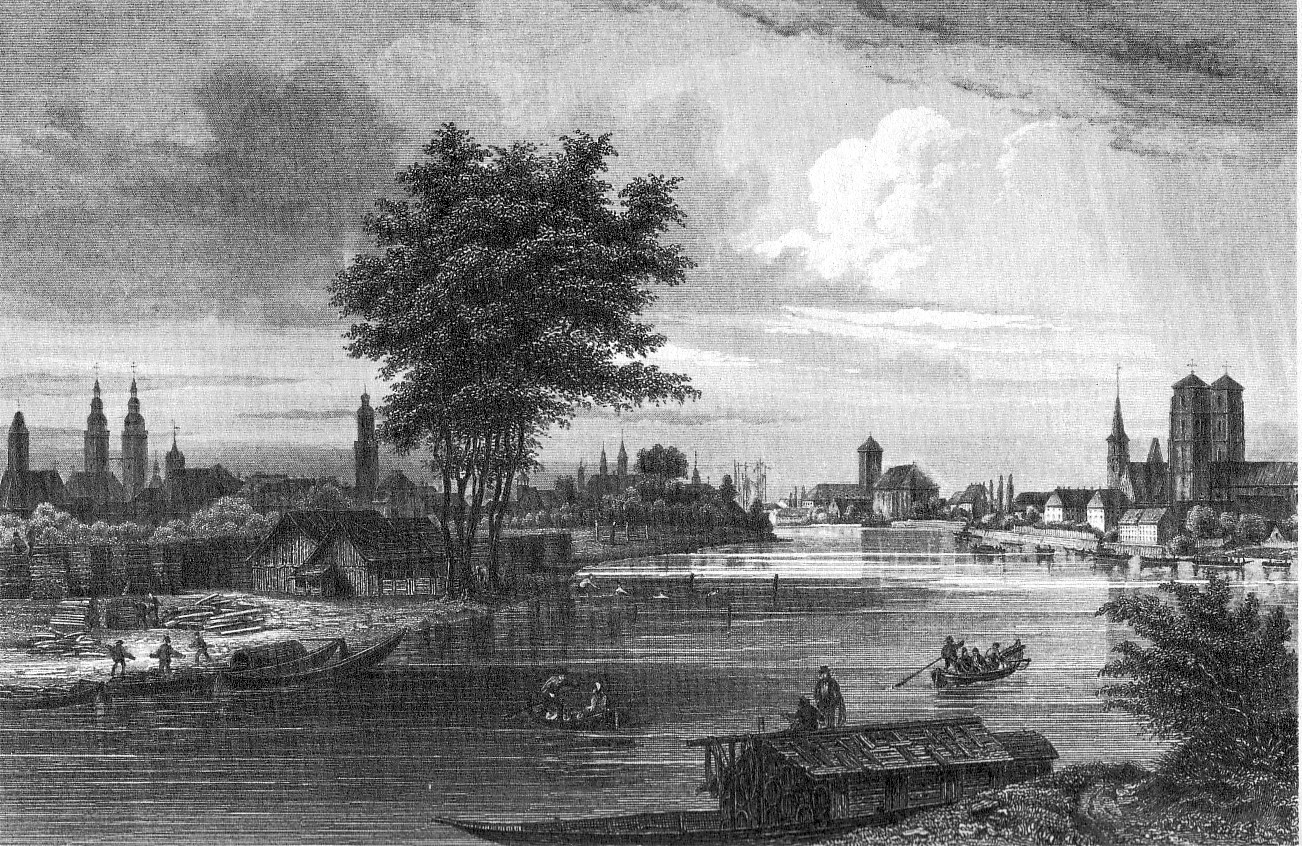
Przewóz osób i towarów przez Odrę łodziami

Promy we Wrocławiu – przeprawy promowe (stałe lub czasowe) przez Odrę i jej ramiona boczne w obrębie miasta, a później także przez wybudowane sztuczne kanały, eksploatowane w miejscach, gdzie nie wybudowano mostów, a także obok nich (alternatywna możliwość pokonania nurtu rzeki). Promy uruchamiano we Wrocławiu np. na czas remontu określonego mostu (okresowe przeprawy zastępcze).
Obecnie (2012) w obrębie miasta nie funkcjonuje żadna stała przeprawa promowa, można natomiast na brzegach rzek znaleźć ślady dawnych przepraw – w wielu miejscach pozostały drogi dojazdowe, zjazdy i przyczółki dawnych przewozów.

## Historia przepraw promowych we Wrocławiu
W początkach historii Wrocławia miejscem przepraw były brody, później budowano mosty i kładki oraz przeprawiano ludzi i towary łodziami i tratwami. Przeprawy żeglugowe istniały także w późniejszym okresie, kiedy powstały już mosty, także w ich pobliżu, w celu ich odciążenia, lub przy mostach płatnych konkurując przede wszystkim w zakresie ceny.
Przed II wojną światową we Wrocławiu funkcjonowały cztery przeprawy promowe:
- Popowice – Osobowice, na wysokości ulicy Wejherowskiej, dla przewozu pojazdów i osób; obecnie w tym rejonie jest wybudowany Most Milenijny w ramach Obwodnicy Śródmiejskiej,
- Szczepin – Kępa Mieszczańska, na wysokości obecnych Mostów Dmowskiego; była to przeprawa łodziowa dla przewozu osób, wzmiankowana już w XVIII wieku,
- Siedlec – Dąbie (Wielka Wyspa), na wysokości obecnej Kładki Zwierzynieckiej i dawnego wejścia do ZOO, była to przeprawa osobowa[4][5][6][7],
- Bartoszowice – Opatowice, była to przeprawa łodziowa dla przewozu osób.

W okresie powojennym stałymi, czynnymi przeprawami pozostały tylko przeprawy dla potrzeb przewozu osób Siedlec – Dąbie i Bartoszowice – Opatowice, przy czym barki parowe zastąpiono łodziami wiosłowymi. Do lat 70. XX w. funkcjonował również prom łączący Ulicę Rędzińska (Maślice Małe) z Ulicą Żużlowców (Rędzin). Obecnie z dawnego przewozu zostały jedynie przyczółki, a brak promu uniemożliwia korzystanie z drogi wojewódzkiej nr 320 przebiegającej tymi ulicami. W powojennej historii miasta można wymienić funkcjonowanie kilku czasowych przepraw promowych. Jedna z takich tymczasowych przepraw funkcjonowała w okresie powojennym podczas remontu Mostów Warszawskich. Natomiast pozostała infrastruktura była okazjonalnie wykorzystywana w ramach potrzeb budowy przepraw tymczasowych, np. drogi dojazdowe i przyczółki dawnego przewozu w rejonie Kozanowa – Popowic na lewym brzegu rzeki oraz Osobowic na prawym brzegu rzeki, były wykorzystywane do budowy tymczasowej przeprawy, tj. mostu pontonowego, w okresie świąt Wszystkich Świętych w celu umożliwienia dojazdu do Cmentarza Osobowickiego. Budowa kolejnych mostów, jak np. Mostu Milenijnego sprawiła, że takie czasowe przeprawy stały się zbędne.

## Przeprawy na Odrze w rejonie Wrocławia
Wrocław jest siedzibą Inspektoratu Żeglugi Śródlądowej. Przeprawy promowe, liniowe, w rejonie Wrocławia znajdują się w obszarze jego działania. Są to przeprawy promowe na Odrze (podlegające według kompetencji odpowiednim zarządom dróg), w: Brzegu Dolnym (km 282 biegu rzeki - zlikwidowana po wybudowaniu mostu), Chobieni (km 350 biegu rzeki – Droga wojewódzka nr 334), Ciechanowie (Droga wojewódzka nr 323), Milsku-Bojadłach (Droga wojewódzka nr 282), Brodach (Droga wojewódzka nr 280), Pomorsku (Droga wojewódzka nr 281) i Połęcku (Droga wojewódzka nr 138).